# OFTP
Протокол передачи файлов Odette (англ. Odette File Transfer Protocol) — протокол, созданный в 1986 году для электронного обмена данными EDI между двумя сетями бизнес партнёров. Название протокола произошло от названия кампании Odette International, которое расшифровывается как Организация предоставляющая средства для обмена данными на территории Европы с помощью телекоммуникационных сетей.
Спецификация данного протокола была создана одной из рабочих групп Odette International для удовлетворения требованиям электронного обмена данными в автопромышленности. Она создавалась руководствуясь сетевой моделью OSI, используя стандарт канального уровня этой модели X.25.
Спецификация OFTP 2 была написана в 2007 году организацией Data Interchange, для безопасной передачи деловой документации при помощи сетей Интернет, ISDN и X.25. Эта спецификация может быть найдена здесь — RFC 5024, в то время как спецификация протокола OFTP 1.3 определена в RFC 2204.
OFTP 2 может работать c созданием специального защищенного туннеля в стандартной сети или не напрямую, с использованием VAN. С помощью этого протокола можно совершать и принимать звонки и обменивать файлы в обоих направлениях. Это означает, что OFTP 2 может работать в режиме как push, так и pull, в то время как протокол AS2 может работать только в режиме push.
OFTP 2 может шифровать сообщение, добавлять к нему цифровую подпись, запрашивать уведомление о его получении, а также он обладает необходимыми для сжатия данных высокоуровневыми средствами. Все эти средства доступны при использовании OFTP 2 поверх TCP/IP, X.25/ISDN или чистого X.25. При использовании поверх сети TCP/IP, такой как Интернет, дополнительный уровень безопасности на протяжении сессии может быть гарантирован при использовании OFTP 2 поверх TLS.

## Практическое применение
OFTP широко использовался европейскими автопроизводителями для обмена данными со своими контрагентами в системах EDI. Американские автомобильные компании для тех же целей чаще использовали обычный FTP. Протокол является сравнительно устаревшим и его использование падает, он заменяется более современными способами онлайн-коммуникации. Так, компания Фольксваген сообщала, что в  2001 году  объём переданных её внешним партнёрам данных по протоколу OFTP составлял 1343 GB, а объем данных, переданных через прямое онлайн-взаимодействие  280  GB. В  2004году соотношение выглядело уже как  634  GB  по  OFTP и 677 GB при помощи других протоколов. Тем не менее, применение OFTP в автоиндустрии продолжалось и далее, например в 2019ом году.

## Основные возможности OFTP 2
- Шифрование сообщение.
- Добавление сообщениям цифровой подписи.
- Запрос уведомления о получении сообщения.
- Сжатие сообщения.
- Целостность сообщений.
- Сеансовая аутентификация.
- Шифрование как на уровне файла, так и на уровне текущей сессии.
- Возможность использование CMS.
- Промежуточная адресация.

## Преимущества
- Перезапуск файла.
- Как push, так и pull операции.
- Возможность установки как одноранговых, так и непрямых соединений.
- Сжатие файлов.
- Возможность установления поверх TCP/IP, X.25/ISDN или чистого X.25.
- Максимальный размер файла доходит до 9 петабайт.
- Возможность использования PFS и SHA-256 для большей безопасности.